# Transports en Irlande
 (avril 2024).
La mise en forme du texte ne suit pas les recommandations de Wikipédia : il faut le « wikifier ».
Les points d'amélioration suivants sont les cas les plus fréquents. Le détail des points à revoir est peut-être précisé sur la page de discussion.
- Les titres sont pré-formatés par le logiciel. Ils ne sont ni en capitales, ni en gras.
- Le texte ne doit pas être écrit en capitales (les noms de famille non plus), ni en gras, ni en italique, ni en « petit »…
- Le gras n'est utilisé que pour surligner le titre de l'article dans l'introduction, une seule fois.
- L'italique est rarement utilisé : mots en langue étrangère, titres d'œuvres, noms de bateaux, etc.
- Les citations ne sont pas en italique mais en corps de texte normal. Elles sont entourées par des guillemets français : « et ».
- Les listes à puces sont à éviter, des paragraphes rédigés étant largement préférés. Les tableaux sont à réserver à la présentation de données structurées (résultats, etc.).
- Les appels de note de bas de page (petits chiffres en exposant, introduits par l'outil «  Source ») sont à placer entre la fin de phrase et le point final[comme ça].
- Les liens internes (vers d'autres articles de Wikipédia) sont à choisir avec parcimonie. Créez des liens vers des articles approfondissant le sujet. Les termes génériques sans rapport avec le sujet sont à éviter, ainsi que les répétitions de liens vers un même terme.
- Les liens externes sont à placer uniquement dans une section « Liens externes », à la fin de l'article. Ces liens sont à choisir avec parcimonie suivant les règles définies. Si un lien sert de source à l'article, son insertion dans le texte est à faire par les notes de bas de page.
- La présentation des références doit suivre les conventions bibliographiques. Il est recommandé d'utiliser les modèles {{Ouvrage}}, {{Chapitre}}, {{Article}}, {{Lien web}} et/ou {{Bibliographie}}. Le mode d'édition visuel peut mettre en forme automatiquement les références.
- Insérer une infobox (cadre d'informations à droite) n'est pas obligatoire pour parachever la mise en page.

Pour une aide détaillée, merci de consulter Aide:Wikification.
Si vous pensez que ces points ont été résolus, vous pouvez retirer ce bandeau et améliorer la mise en forme d'un autre article.

Réseau ferré, ports et aéroports en Irlande

Cet article fournit diverses informations sur les infrastructures de transport en Irlande.

## Aéroports
Total (1999) - 44
Aéroports - avec pistes en dur
Total : 17
de plus de 3000 m : 1
de 2500 à 3000 m : 1
de 1500 à 2500 m : 3
de 1000 à 1500 m : 5
de moins de 1000 m : 7
Aéroports - avec pistes en herbe
Total : 27
de 1000 à 1500 m : 2
de moins de 1000 m : 25
Les principaux aéroports d'Irlande sont les suivants : Aéroport international de Dublin, l'Aéroport de Shannon et l'Aéroport international de Cork.
Beaucoup d'aéroports régionaux assurent quelques vols internationaux. Par exemple Knock - Comté de Mayo, Galway, Sligo, Farranfore - Comté de Kerry et Waterford.
La compagnie aérienne nationale irlandaise, Aer Lingus exploite des vols au départ de Dublin, Cork et Shannon vers la Grande-Bretagne, l'Europe et l'Amérique du Nord. Ces trois aéroports sont gérés par une société publique, DDA (Dublin Airport Authority), anciennement Aer Rianta. Autres compagnies aériennes basées en Irlande : Ryanair et Aer Arann.

## Chemins de fer
Voir aussi : Transport ferroviaire en Irlande
Total (1998) - 1947 km
voie large (écartement particulier de 1,600 m.
38 km électrifiés en courant continu 1,5 kV (DART à Dublin) ; 485 km à double voie.
Les services Intercity assurés par la compagnie nationale Iarnród Éireann (IÉ) relient Dublin à Cork, Waterford, Kilkenny, Galway, Tralee, Sligo, Limerick et Belfast. En Irlande du Nord, c'est la compagnie Northern Ireland Railways (NIR) qui exploite le réseau, assurant la liaison entre Belfast et Derry (Londonderry) et les services de banlieue. Le service transfrontalier « Enterprise » est assuré conjointement par les deux compagnies, IÉ et NIR.
Depuis 1984, un train électrique, appelé Dublin Area Rapid Transit (DART), circule entre Howth ou Malahide au nord de Dublin et Bray au sud de Dublin. Il est également exploité par IÉ.
Depuis 2004, un réseau de tramway, le Luas, est disponible à Dublin. Un réseau de métro est aussi programmé. « Luas » est un mot irlandais signifiant « rapide » et non pas un acronyme. La mise en œuvre de ce réseau Luas, à l'écartement standard de 1,435 m, sous l'égide de la Railway Procurement Agency (RPA), a provoqué beaucoup de bouleversements à Dublin. En réaction, beaucoup pensent qu'un métro aurait été une meilleure solution. Une possibilité encore discutée serait de convertir le Luas en métro. Les trams sont des « Alstom Citadis » construits par Alstom (Modèle circulant en France notamment à Montpellier, Rouen, Le Mans, Paris, Tours, ...). La concession pour l'exploitation du réseau est attribuée à Connex (groupe Veolia).

## Conduites
Gazoducs (méthane) 225 km (1998)

## Marine marchande
Total (1999) - 31 navires (de 1000 tonneaux ou plus de jauge brute) totalisant 100 639 tonneaux (115 793 tonnes de port en lourd).
Navires par catégories - vraquiers 1, cargos 27, porte-conteneurs 2, passagers à courte distance 1

## Ferries
Le transport en Irlande est très divers, tandis que les moyens de se rendre dans l'île dépendent en grande partie de l'infrastructure des f, qui a été encouragée par le succès touristique de l'île auprès des visiteurs français. Le quotidien britannique "The Guardian" a demandé à son correspondant permanent en France Jon Henley pour enquêter, avec son homologue dublinois, sur les origines, causes et conséquences du succès des compagnies maritimes reliant l'Irlande et le continent. Les connexions se sont développeées en particulier sur les axes Cherbourg-Rosslare, Roscoff-Cork, Cherbourg-Dublin, Dunkerque-Rosslare. Cherbourg est devenue le premier port irlandais de France, tant en fret qu’en passagers, avec en moyenne et en tout, une douzaine de rotations chaque semaine. Ainsi, Cherbourg concentre depuis 2023 environ 57% du trafic maritime depuis la France. Les Irlandais apprécient aussi le ferry pour quitter leur île et les statistiques montrent que plus d’Irlandais que de Français font la traversée sur les axes vers Cherbourg, et surtout entre Pâques et la mi-octobre.

## Ports
Arklow, Cork, Drogheda, Dublin, Foynes, Galway, Limerick, New Ross, Rosslare Europort, Waterford

## Routes
Total (1999 est.) - 92,500 km
revêtues - 87 043 km (dont 115 km d'autoroutes)
'non revêtues - 5457 km
La conduite se fait à gauche comme en Grande-Bretagne.

## Voies navigables
Total (1998)700 km